# Vit trågspinnare
Vit trågspinnare, Meganola albula, är en fjärilsart som först beskrevs av Michael Denis och Ignaz Schiffermüller 1775.  Vit trågspinnare ingår i släktet Meganola, och familjen trågspinnare, Nolidae. Arten är reproducerande i Sverige.

## Bildgalleri

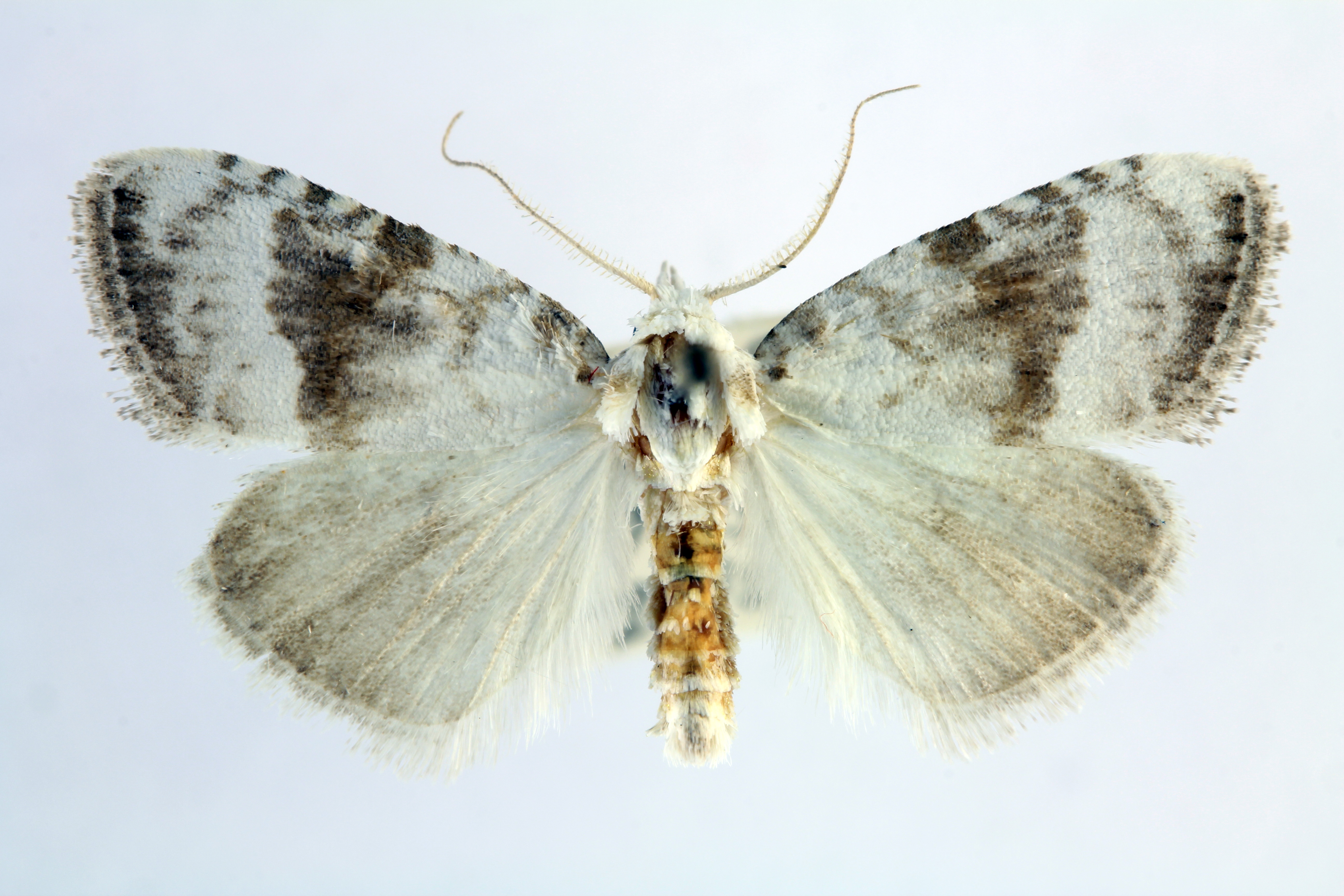
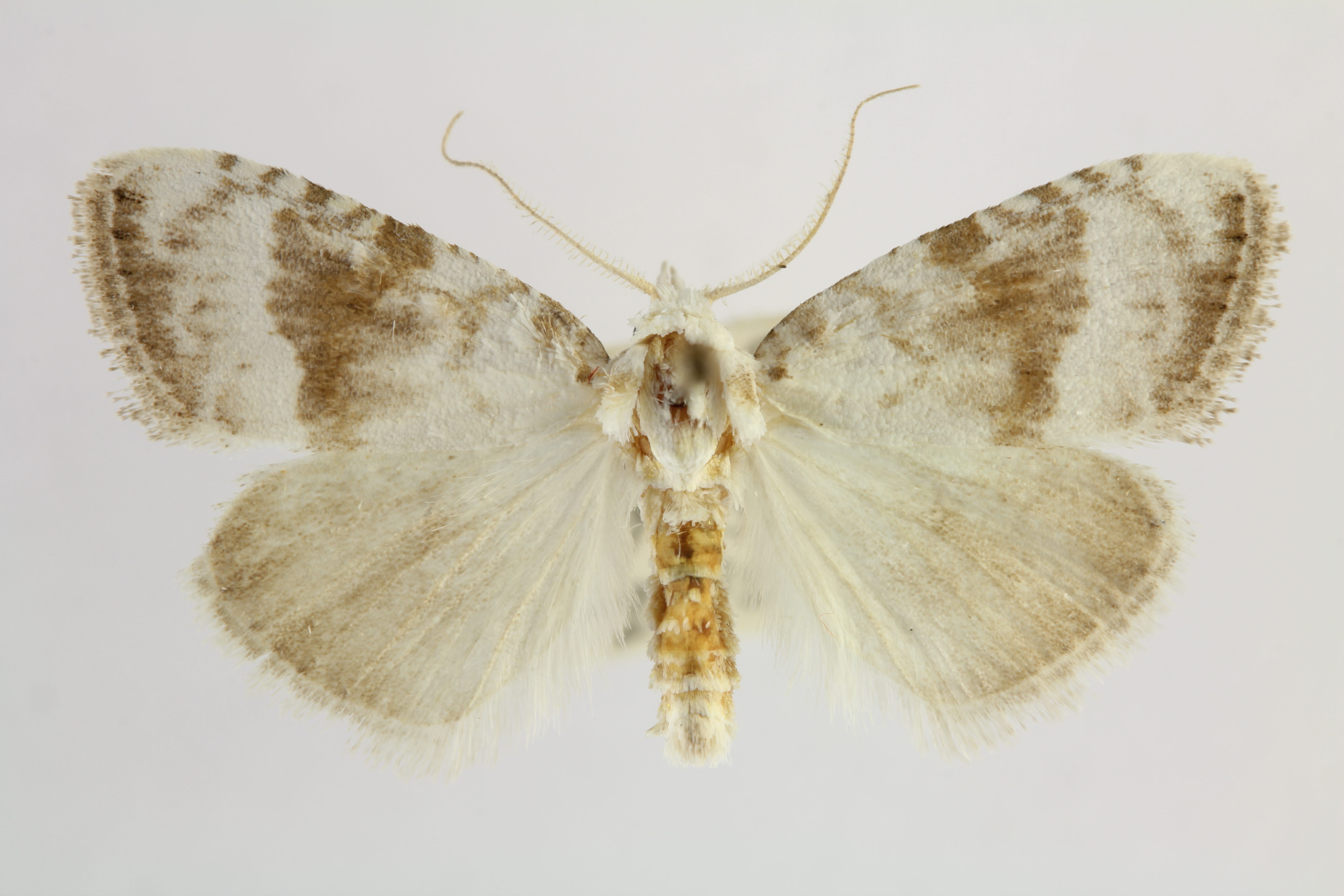
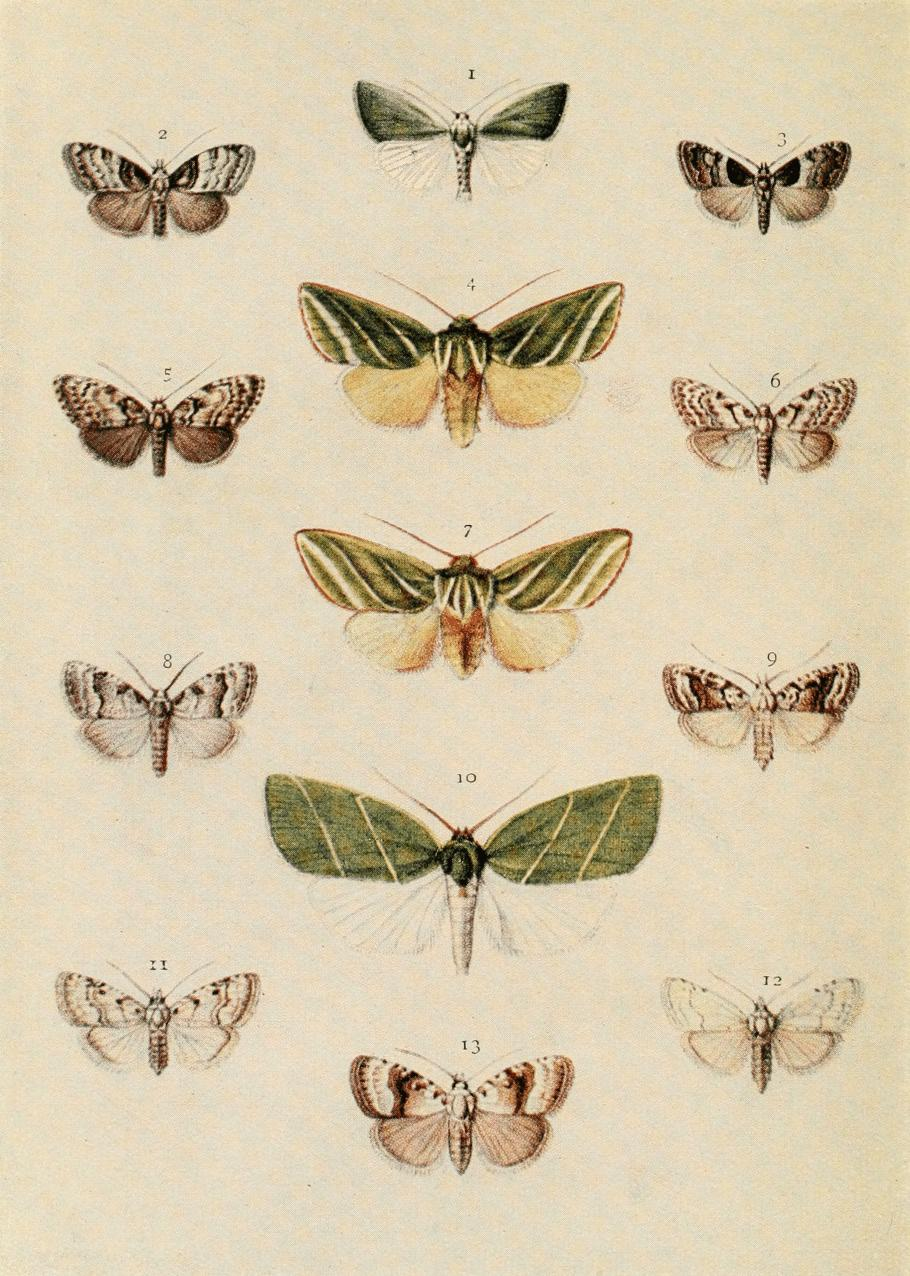